# Священство
Свяще́нство — в исторических церквях — таинство, во время которого производится поставление (рукоположение или хиротония) человека в сан диакона, пресвитера или епископа, наделяющее его благодатными дарами Святого Духа, дающими ему власть (право) совершать таинства и обряды. Также в христианской традиции священство ― это группа лиц, получившая эти дары.
Во всех исторических церквях правом рукополагать, согласно учению об апостольском преемстве, обладает только епископ как преемник апостолов и через это проводник благодати Святого Духа.

## В православии

### Общие сведения
В Православной церкви существует три степени священства: диакон, пресвитер (священник) и высшая — епископ. При посвящении во диакона, ставленник (то есть посвящаемый в сан) получает благодать лишь служить при совершении таинств — только помогать предстоятелю (пресвитеру, епископу) при совершении таинств, но не стоять во главе собрания при совершении таинства. Посвящаемый во пресвитера человек получает благодать самому совершать все таинства, кроме священства. Священник совершает своё служение от лица Церкви. Также священник не может совершать хиротесию, освящать миро и антиминс. При посвящении в епископа, ставленник получает благодать не только совершать все таинства, но и посвящать других для совершения таинств — то есть получает всю полноту апостольской власти.
Рукоположение во диакона или во пресвитера может совершать один епископ. Перед рукоположением ставленник совершает «ставленническую» исповедь, принимаемую епархиальным духовником за всю свою жизнь, и священническую присягу. После этой исповеди духовник говорит правящему епископу, достоин ли ставленник принять священный сан. Следует заметить, что «протопресвитеры», «протодиаконы» и другие являются просто наградными титулами и их получение не проходит через хиротонию.
В современной Православной церкви все священнослужители обычно подразделяются на черное и белое духовенство. В диаконы и священники могут быть рукоположены как единожды женатые мужчины, так и принявшие обет безбрачия, в епископы ― только безбрачные священники. Первым безбрачным немонашествующим священником в современной Русской церкви был Александр Горский.
Архиепископ Фессалоникийский Симеон о рукоположении пишет следующее:

Рукоположение сообщает человеку власть и силу Создателя. Без Него не могло бы существовать ничто, что существует. Он Сам приходил на землю, чтобы и нас возвести к жизни блаженной. И вот эту-то силу Свою, возносясь от нас, даровал Он нам через установленное Им священство. Благодаря этому теперь у нас совершаются священнодействия. ибо без священников они невозможны.
Так, когда-то поставив нас над всеми тварями, теперь Он делает нас через священство распорядителями всех благ. Об этом псалмопевец говорит: «Вместо отцов Твоих, будут сыновья Твои; Ты поставишь их князьями по всей земле.»  (Пс. 44:17). Ибо Господь вручил нам ключи от Неба.

Любая хиротония совершается только во время Литургии. Конкретное время совершения хиротонии зависит от ступени священства, в которую посвящается ставленник.

### Требования к кандидату во священство
Православная церковь при выборе ставленников во священство руководствуется прежде всего наставлениями апостола Павла:

Верно слово: если кто епископства желает, доброго дела желает. Но епископ должен быть непорочен, одной жены муж, трезв, целомудрен, благочинен, честен, страннолюбив, учителен, не пьяница, не бийца, не сварлив, не корыстолюбив, но тих, миролюбив, не сребролюбив, хорошо управляющий домом своим, детей содержащий в послушании со всякою честностью; ибо, кто не умеет управлять собственным домом, тот будет ли пещись о Церкви Божией? Не [должен быть] из новообращенных, чтобы не возгордился и не подпал осуждению с диаволом. Надлежит ему также иметь доброе свидетельство от внешних, чтобы не впасть в нарекание и сеть диавольскую. Диаконы также [должны быть] честны, не двоязычны, не пристрастны к вину, не корыстолюбивы, хранящие таинство веры в чистой совести. И таких надобно прежде испытывать, потом, если беспорочны, [допускать] до служения. Равно и жены [их должны быть] честны, не клеветницы, трезвы, верны во всем. Диакон должен быть муж одной жены, хорошо управляющий детьми и домом своим. Ибо хорошо служившие приготовляют себе высшую степень и великое дерзновение в вере во Христа Иисуса.
— 1Тим. 3:1—13

Рук ни на кого не возлагай поспешно.
— 1Тим. 5:22
Для удобства разработана более подробная система канонических правил.
Препятствия к посвящению во священство:
- Препятствия физического характера:

1. Женщины не допускаются в священный сан.
2. Ставленник в диаконы и священники должен быть не моложе 18 лет, в епископы ― не моложе 30 лет,
3. Глухота, слепота, отсутствие руки, ноги, пальцев правой руки (невозможность в будущем преподавать благословение), эпилепсия, беснование, добровольное оскопление.

- Препятствия духовного характера:

1. Недостаток твёрдости в христианской вере.
2. Малый срок после принятия крещения.
3. тяжкие грехи: блуд, прелюбодеяние, содомия, убийство, кража, гробокопательство, святотатство (6-е правило Григория Нисского), пьянство, ересь, раскол.

Епископ должен быть непорочен, как Божий домостроитель, не дерзок, не гневлив, не пьяница, не бийца, не корыстолюбец, но страннолюбив, любящий добро, целомудрен, справедлив, благочестив, воздержан, держащийся истинного слова, согласного с учением, чтобы он был силен и наставлять в здравом учении и противящихся обличать.
— Тит. 1:7—9
- Препятствия социального характера:

1. Второбрачие.
2. Супружеская измена (своя личная или со стороны жены).
3. Брак на вдове, на разведённой, на блуднице, на рабыне, на актрисе, на неправославной, на близкой родственнице.
4. Нежелание оставить какую-либо государственную должность.
5. Занятие воинским делом.
6. Продолжающееся тюремное заключение.
7. Нахождение в рабстве.

Только при необходимости и ввиду особых качеств кандидата во священство, могут быть допущены некоторые отступления от указанных выше правил.

### Рукоположение в диакона
Посвящение во диакона совершается во время Литургии после освящения Святых Даров. Таким образом также знаменуется, что посвящаемый получает благодать служить при совершении таинств, но не совершать сами таинства. Посвящению во диакона непременно предшествуют хиротесии в чтеца и затем в иподиакона, совершаемые часто за той же литургией, за какой ставленник рукополагается во диакона.
Ставленник трижды обводится вокруг престола, целуя его углы, затем встаёт на правое колено перед престолом и кладёт на него свою голову, на которую епископ возлагает омофор и свои руки (отсюда и другое название и таинства и обряда — рукоположе́ние, также хиротония), что означает возложение рук Христа, читает особую молитву из Чиновника архиерейского священнослужения, призывая на посвящаемого благодать Святого Духа. Епископ молится об избрании человека священнослужителем при незримом присутствии Господа.
Далее епископ вручает новопосвящённому диакону положенные диаконскому священнослужению атрибуты: поручи, орарь и рипиду. При этом вручение каждого атрибута диаконского священнослужения сопровождается возглашением епископом «Аксиос!» (греч. ἄξιος — «досто́ин»), на который сослужащие священнослужители, хор и всем присутствующие поочерёдно отвечают троекратным пением «А́ксиос!» («Аксиос! Аксиос! Аксиос!»). Этим возгласом и таким его повторением церковное собрание и община свидетельствует о своём согласии на рукоположение ставленника как достойного быть посвящённым во диаконы.

### Рукоположение в пресвитера
Рукоположение во пресвитера (священника) совершается епископом за Литургией после Херувимской песни и перед освящением Даров, знаменуя этим, что посвящаемому во пресвитеры преподаётся благодать совершать таинства. Рукополагаемый во священника должен быть диаконом. Перед рукоположением он преклоняет перед престолом оба колена, затем на его голову епископ возлагает омофор и свои руки.
Совершая посвящение ставленника во пресвитера епископ завершает его, вручая новопоставленному священнику атрибуты пресвитерского священнослужения: епитрахиль, пояс, фелонь, наперсный крест и Служебник.
Посвящённый во пресвитеры принимает на себя обязанность служить Богу и людям, как служил Сам Господь Иисус Христос в Своей земной жизни и апостолы. Пресвитер может совершать все таинства, кроме таинства священства.

### Рукоположение во епископа
Посвящение во епископа, по первому Апостольскому правилу, всегда совершается несколькими епископами — собором епископов. Оно совершается за литургией после малого входа и перед чтением Апостола, знаменуя этим, что посвящаемые во епископы через таинство священства получают всю полноту апостольской власти. В Русской православной церкви в сан епископа посвящают только священников высшего монашеского чина ― архимандритов.
Перед рукоположением посвящаемый преклоняет перед престолом оба колена. Затем рукополагающие епископы на главу посвящаемого возлагают раскрытое напрестольное Евангелие и свои руки. Евангелие держат в своих руках все служащие епископы. Это символизирует, что епископ ставится самим Господом, а служащие епископы лишь исполнители его воли.

## В католицизме
В Католической церкви также существует три степени священства — диакон, пресвитер и епископ, и также правом посвящать во все три степени обладает лишь епископ. Основной обряд этого таинства для всех трёх степеней состоит в возложении рук епископом (собором епископов) на посвящаемого и в специальной посвятительной молитве о ниспослании Духа Святаго и даровании Его даров, соответствующих служению, на которое рукополагается кандидат. Перед совершением таинства посвящаемый простирается ниц.
В Католической церкви латинского обряда, также называемой Латинской церковью (Римско-Католической церковью), за исключением случаев крайней необходимости, рукоположение во епископа должны совершать не менее трёх епископов. Мужчины, вступившие в брак, могут становиться только диаконами, но не могут стать священниками.
Во многих восточнокатолических церквях, как и в Православной церкви, в диаконы и священники могут быть рукоположены как женатые мужчины (без права повторного брака), так и принявшие обет безбрачия, а в епископы ― только безбрачные священники.

## В древневосточных церквях

### Армянская апостольская церковь
В отличие от греческой трёхчастной (диакон, священник, епископ) системы духовных степеней иерархии, в ААЦ существует пять степеней священства — чтец, диакон, пресвитер, епископ и католикос. Католикос имеет абсолютные полномочия совершать таинства, в том числе и хиротонию всех духовных степеней иерархии, в том числе епископов и католикосов.

## В протестантизме
В протестантизме рукоположение не рассматривается как таинство, а лишь как обряд призвания христианина на служение публичной проповеди. Основанием для этого является учение о всеобщем священстве верующих (1Петр. 2:9-10). При крещении человек получает дар Святого Духа и тем самым посвящается в священство, никакой «дополнительной» благодати по мнению протестантов уже не требуется. Исходя из этого последующее призвание на служение пастора, проповедника, пресвитера и т. д. является лишь способом поддержания внешнего порядка в церкви.
В протестантизме считается, что согласно Библии, слова епископ, пастор и пресвитер взаимозаменяемые, то есть в равной степени могут употребляться к рукоположенному человеку. Ввиду достаточного расхождения в обрядовости в протестантизме не может существовать какого-то строгого определения названию титулов. В некоторых случаях протестантский епископ является предстоятелем от многих приходов и общин, возглавляя региональное и/или общегосударственное объединение верующих.